# 누카가 후쿠시로
누카가 후쿠시로(일본어: 額賀 福志郎, 1944년 1월 11일 ~)는 일본의 정치인으로, 자유민주당 소속의 중의원 의원이다. 방위청 장관, 경제기획청 장관, 경제 재정 정책 담당 대신, 자민당 정조회장, 재무대신을 지냈으며, 자민당 세제조사회(自民党税制調査会) 부회장을 맡았다가 호소다 히로유키 의장이 개인적인 이유로 사임을 한뒤에 중의원 의장 보궐선거에서 당선되어 제79대 일본 중의원 의장에 선임되었다.

## 같이 보기
- 한일의원연맹

| 전임 오미 고지 | 제7대 재무대신 2007년 8월 27일 ~ 2007년 9월 26일 | 후임 누카가 후쿠시로 |

| 전임 누카가 후쿠시로 | 제8대 재무대신 2007년 9월 26일 ~ 2008년 8월 2일 | 후임 이부키 분메이 |